# آرینا اوپنیشوا
آرینا اوپنیشوا (روسی: Арина Павловна Опёнышева؛ زادهٔ ۲۴ مارس ۱۹۹۹) ورزشکار ورزش شنا اهل روسیه است.
وی در مسابقات کشوری و بین‌المللی در مجموع برندهٔ ۲۵ مدال طلا، ۵ مدال نقره و ۷ مدال برنز شده‌است.